# Disquisitiones arithmeticae

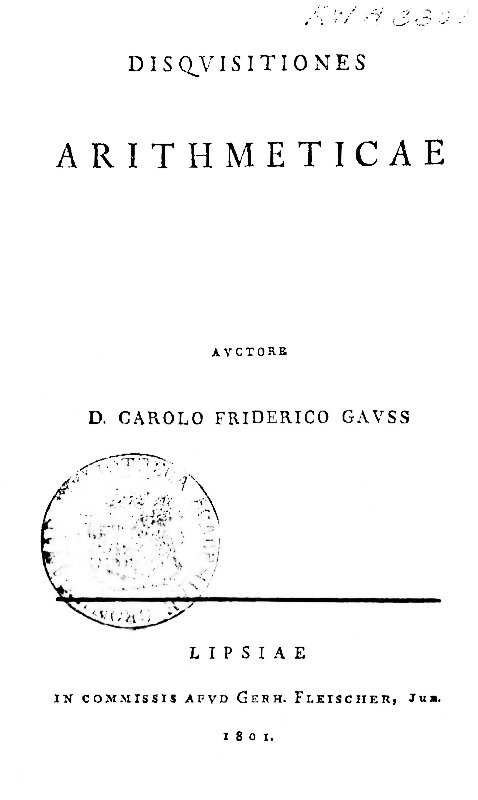
Titelpagina van de eerste druk

De Disquisitiones Arithmeticae is een leerboek over de getaltheorie. Het werk werd in 1798 door de Duitse wiskundige Carl Friedrich Gauss geschreven. Gauss was 21 toen hij zijn boek schreef en 24, toen het boek in 1801 werd gepubliceerd. In het boek gaf Gauss een totaaloverzicht van de resultaten uit de getaltheorie, zoals deze in de zeventiende- en achttiende eeuw waren verkregen door wiskundigen zoals Fermat, Leonhard Euler, Joseph Louis Lagrange en Legendre. Daaraan voegde hij belangrijke nieuwe resultaten van hemzelf toe.

## Reikwijdte
De Disquisitiones omvat zowel de elementaire getaltheorie als een gedeelte van het onderdeel van wiskunde dat men nu de algebraïsche getaltheorie noemt. Gauss maakte echter niet expliciet gebruik van het concept van de groep, dat centraal staat in de abstracte algebra. Zijn eigen titel voor zijn onderwerp was Hogere rekenkunde. In zijn voorwoord bij de Disquisitiones omschrijft Gauss de reikwijdte van de Disquisitiones als volgt:
De onderzoekingen in dit werk hebben betrekking op dat deel van de wiskunde dat zich bezighoudt met de gehele getallen.